# Cantó d'Aigrefeuille-d'Aunis
El cantó d'Aigrefeuille-d'Aunis és un cantó francès del departament del Charente Marítim, al districte de Rochefort. Té 11 municipis i el cap és Aigrefeuille-d'Aunis.

## Municipis
- Chambon
- Aigrefeuille-d'Aunis
- Ardillières
- Ballon
- Bouhet
- Ciré-d'Aunis
- Forges
- Landrais
- Thairé
- Le Thou
- Virson

| Data d'elecció                           | Identitat         | Partit                     | Qualitat |
| ---------------------------------------- | ----------------- | -------------------------- | -------- |
| 1945-1973                                | André Dulin       | radical                    |          |
| 1973-1992                                | Josy Moinet       | MRG, després divers gauche |          |
| 1992-1998                                | Bernard Marchand  | Divers gauche              |          |
| 1998-                                    | Christian Brunier | Divers gauche, després PS  |          |
| les dades anteriors no són pas conegudes |                   |                            |          |
|                                          |                   |                            |          |

| A partir de 1990: Població sense dobles comptes |